# Dosinkan
A karatedo dosinkan egyike a hagyományos japán budo iskoláinak.
A budót különféle harci rendszerek alkotják, amelyek a középkori japán harcosok kiképzésének alapját adták. Ezek például a kendo, iaido, kjúdo, dzsúdó, aikido és a karatedo. Ugyan mindezen harcművészetek a test-test elleni küzdelmen és a háborúban alkalmazott technikák tökéletesítésén alapulnak, de gyakorlásuk mindenképpen túlmutat a puszta önvédelem lehetőségén és sajátos szellemiséget, életszemléletet, életmódot hordoz magában.
A karatedo számos stílussal és önálló rendszerrel rendelkezik, amelyek mind az alkalmazott technikáikban, mind filozófiájukban különbözhetnek. A karatedo dosinkan egy ősi hagyomány továbbélése a mai, modern világban, amely a közös gyakorlás révén teszi lehetővé a lélek, a személyiség fejlődését. Ezen felül segít az egészség megőrzésében, vagy akár helyreállításában, önmagunk és másokkal való kapcsolatunk megértésében. Mint ilyen, nem azonosítható egy átlagos tömegsporttal, versenysporttal. A karatedo nem verseny, nem versengés, nem harci játék, és nem is barátságos bokszolás. 
A kezdő tanulók lépésről lépésre sajátítják el az alaptechnikákat és a gyakorlás alapelveit. A tanulók fizikai terhelése fokozatosan emelkedik a testi épség megőrzése és a sérülések elkerülése érdekében. Ez a fokozatosság lehetővé teszi, hogy a gyakorló erőnlétét, fizikai képességeit a későbbiek során bármilyen szintre fejlessze, saját elhivatottsága és odaszánása szerint.
A tréningeken, vagy edzéseken (japánul keiko) a gyakorló önvédelmi alkalmazásokat, páros küzdelmi gyakorlatokat (ütések, rúgások, dobások, esések, kulcsok, gáncsok, földreviteli technikák stb.), illetve formagyakorlatokat (kata) sajátíthat el. Magasabb (haladó) szinten több hagyományos okinavai fegyver forgatását tanulják. Ezek a bo, tonfa, kama, sai, és a nuncsaku.
A Karatedo Dosinkan egy világméretű szervezet. Alapítója Hansi Icsikava Iszao. Az alapító - 1996-ban bekövetkezett - halála után az iskolát öccse, Hansi 10. dan Icsikava Nobuo vezette, egészen 2019.ig.. Az ágazat jelenlegi vezetője 10. dan Masako Fujimoto-Stock. Magyarországra is évente ellátogat, ahova időnként több vezető tanítványa is elkíséri.
A Karatedo Dosinkan központja (Honbu) Ausztriában, Bécsben van. A Dosinkan iskola tagjai a világ minden pontjáról ellátogatnak hozzá tanulni, illetve minden évben több nemzetközi tábort is vezetnek különféle országokban. 
A dosinkan jelentése: a do jelentése út, a sin jelentése szív, vagy szellem, a kan pedig közösséget jelent. A dosin szóösszetétel a legfontosabb pozitív emberi jellemvonásra utal, aminek elérése a gyakorlás tulajdonképpeni célja.
A dosinkan elnevezést egyéb harcművészetek szervezetei, szövetségei is használják, hogy megkülönböztessék sajátjukat a többitől, például létezik Dosinkan-Aikido, vagy J.K.F. Dosinkan Godzsu-rju karate.